# Александровский сельсовет (Грачёвский район)
Александровский сельсовет — сельское поселение в Грачёвском районе Оренбургской области Российской Федерации.
Административный центр — село Александровка.

## История
9 марта 2005 года в соответствии с законом Оренбургской области № 1897/325-III-ОЗ образовано сельское поселение Александровский сельсовет, установлены границы муниципального образования.

## Население
| 2010 | 2012 | 2013 | 2014 | 2015 | 2016 | 2017 |
| ---- | ---- | ---- | ---- | ---- | ---- | ---- |
| 665  | ↘648 | ↘633 | ↘614 | ↘610 | ↘569 | ↘558 |
| 2018 | 2019 | 2020 | 2021 |      |      |      |
| ↘530 | ↘507 | ↘484 | ↘451 |      |      |      |

## Состав сельского поселения
| № | Населённый пункт | Тип населённого пункта       | Население |
| - | ---------------- | ---------------------------- | --------- |
| 1 | Александровка    | село, административный центр | 534       |
| 2 | Саблино          | село                         | 59        |
| 3 | Яковлевка        | село                         | 72        |